# New Barn
New Barn est un village du Kent, en Angleterre.